# Совка агриппина
Совка агриппа, или совка агриппина, тизания агриппины, агриппа (лат. Thysania agrippina) — очень крупная ночная бабочка из семейства Erebidae. Считается крупнейшей в мире бабочкой по размаху крыльев.

## Описание

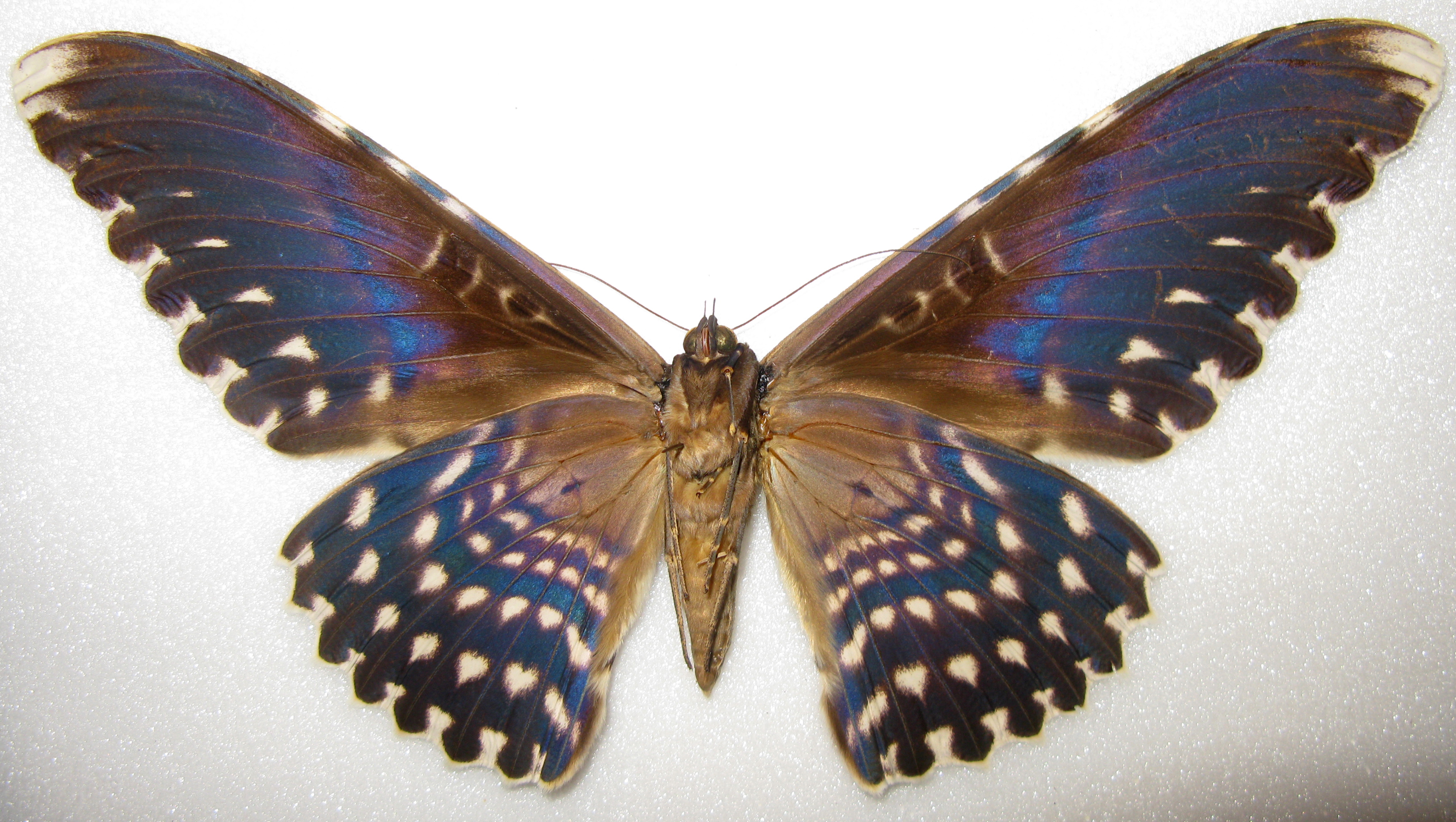
Нижняя сторона крыльев самца

Основной фон крыльев — белый или светло-серый, на котором располагается узор, образованный из чередующихся тёмных (обычно бурых и коричневых) пятен-мазков. В окраске крыльев представлен чёткий рисунок из тёмно-коричневых линий и перевязей. Предкраевая линия извилистая. Окраска варьирует у различных особей данного вида: у одних из них коричневый узор является более выраженным, чем у других, порой доминируя над белым фоном крыльев. Нижняя сторона тела тёмно-коричневая с белыми пятнами, у самцов с металлическим фиолетово-синим блеском.

## Крупнейшая бабочка

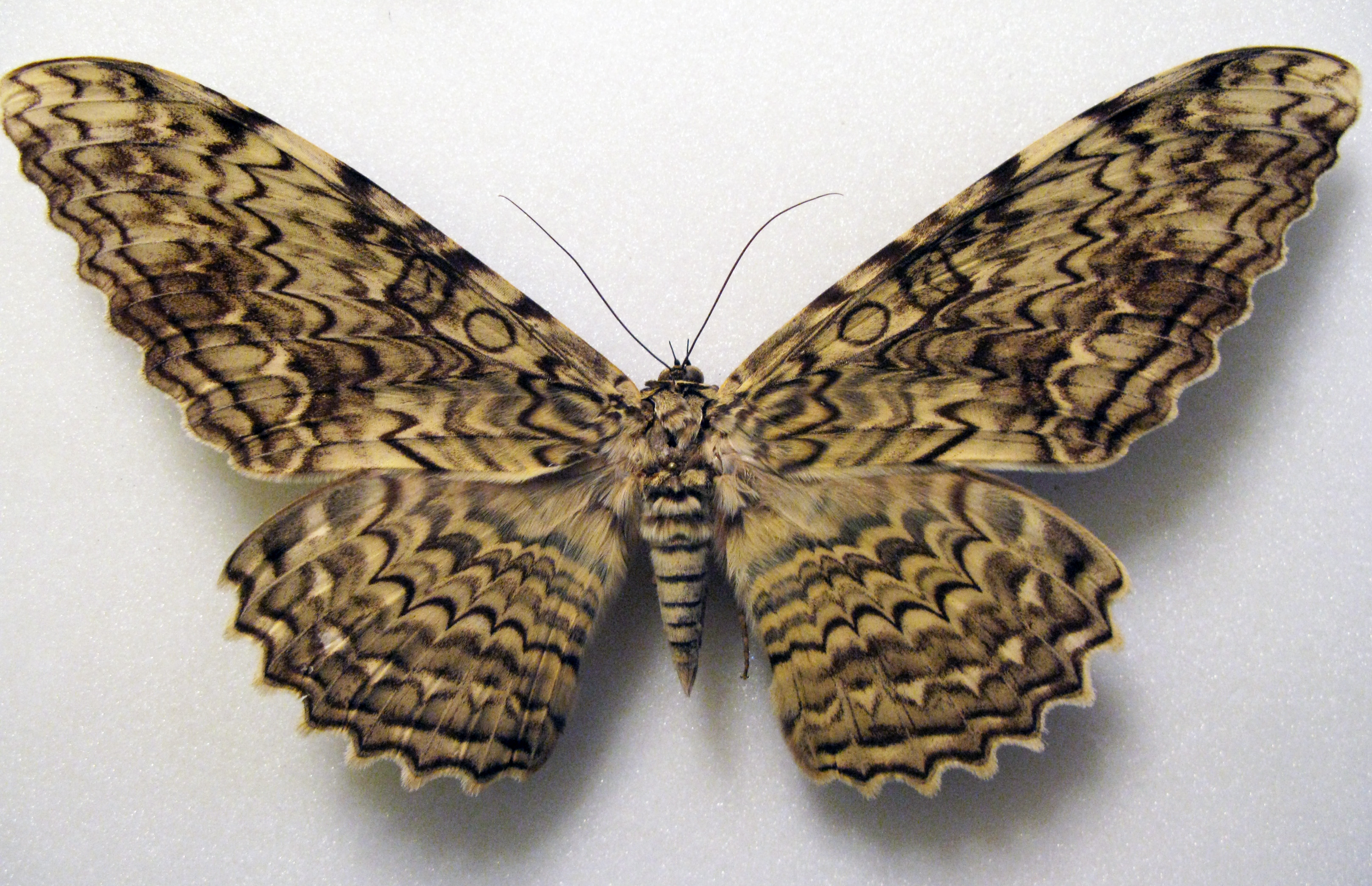
Вариация окраски

Совку агриппину принято считать самым крупным представителем группы чешуекрылых по размаху крыльев. Различные литературные источники приводят несколько отличающиеся между собой данные о максимальном размахе её крыльев, которые находятся в промежутке от 25 до 31 см. При этом, многие авторы не указывают источники приводимой ими информации. В то же время, большинство источников приводят максимальный размах её крыльев в пределах 270—280 мм. Доподлинно известно о существовании как минимум двух экземпляров совки агриппины, которые могут считаться крупнейшими из когда-либо пойманных. Первый был пойман в Коста-Рике и при длине переднего крыла 148 мм, обладает размахом крыльев в 286 мм. Второй, добытый в Бразилии, с размахом крыльев 298 мм и длиной переднего крыла 134 мм. Однако, следует сделать оговорку, что данные экземпляры не были расправлены в соответствии со стандартами, предъявляемыми к энтомологическим коллекциям. Нижний край их передних крыльев не образует с телом угол в 90 градусов, за счет чего происходит «искусственное» увеличение размаха крыльев. При проведении «реконструкции» правильного монтирования данных особей, размах их крыльев в обоих случаях не превышает 27 — 28 см.

## Ареал
Распространена в Центральной и Южной Америке, а также в Мексике. Считается мигрантом из более южных регионов в штате Техас (США). Типичным местом обитания данного вида является сельва Южной Америки.

## Систематика

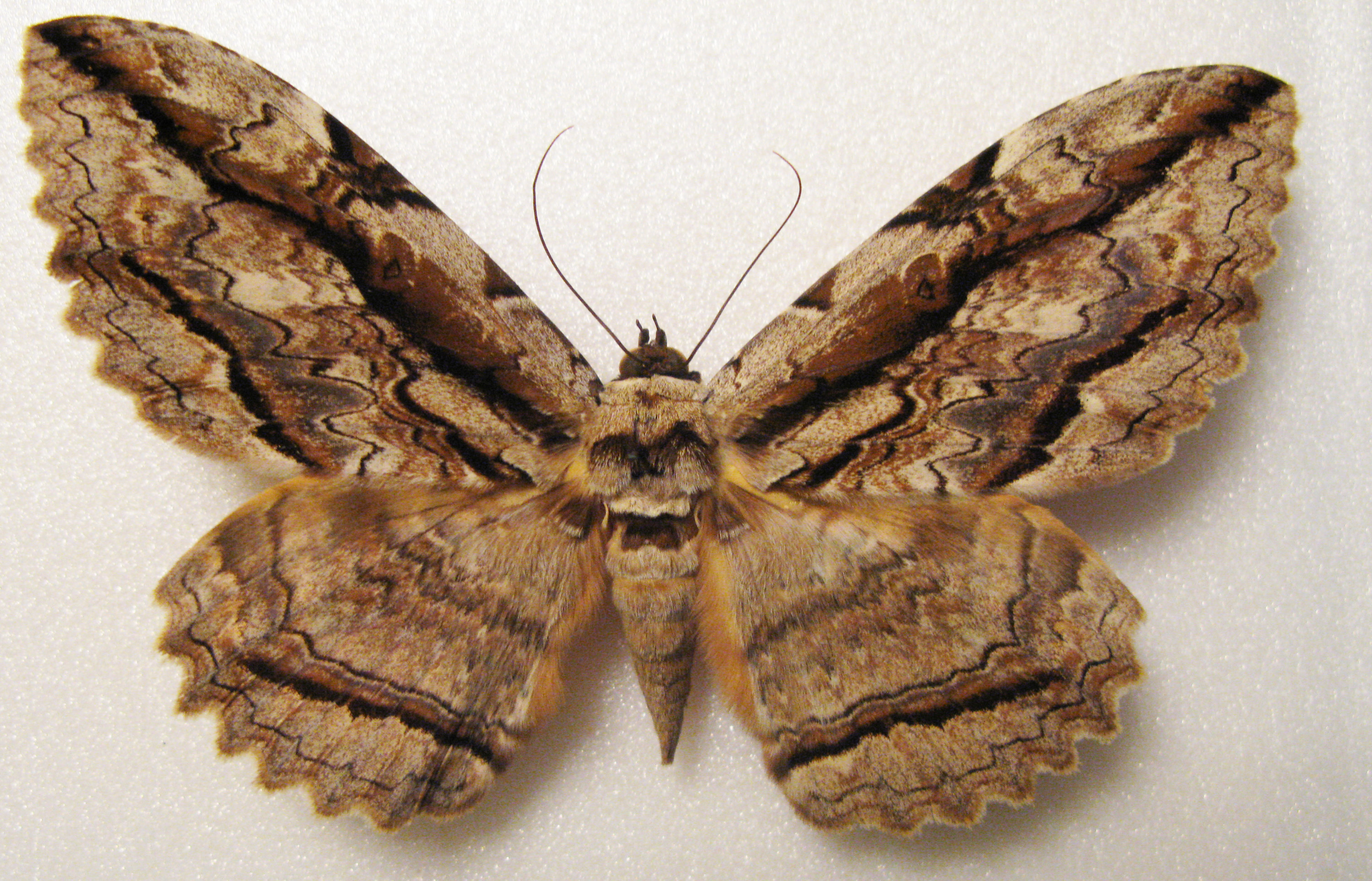
Самец близкородственного вида Thysania zenobia

Совка агриппина относится к малочисленному роду Thysania Dalman, 1824, который входит в состав подсемейства Erebinae, относящегося к семейству Erebidae. Наряду с ней в его состав входят ещё два вида: Thysania pomponia  Jordan, 1924 и Thysania zenobia (Cramer, 1777). Эти два вида значительно уступают агриппине в максимальных размерах, обладая размахом крыльев лишь 10—15 см.
Все представители рода встречаются исключительно в неотропической зоогеографической области.

## Образ жизни

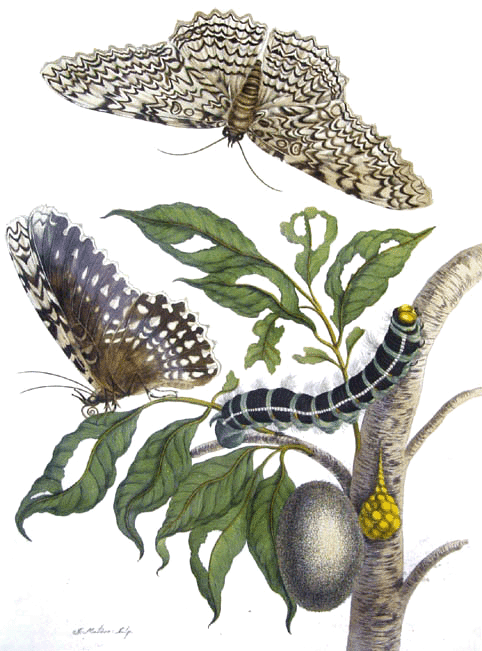
Гравюра Марии Сибиллы Мериан на меди, раскрашенная вручную, иллюстрирующая полный метаморфоз насекомых на примере совки агриппины.

Образ жизни остается мало изученным. Вероятно сходен с таковым у близко родственного вида Thysania zenobia, гусеницы которого питаются листьями растений из рода Senna и кассия (Cassia) семейства бобовых. Этими же растениями, вероятно, являются кормовыми и для гусениц тизании агриппины.
Гусеница, якобы данного вида, изображённая Марией Сибиллой Мериан на гравюре, вероятно принадлежит к семейству бражников — виду Pseudosphinx tetrio или Pachylia syces.

## Охрана
Вид относится к категории EN (Endangered — вид под угрозой), в таких районах, как штат Риу-Гранди-ду-Сул (Rio Grande do Sul) в Бразилии.